# Gjorgji Spasov
Gjorgji Spasov (mazedonisch Ѓорѓи Спасов, ISO-Transliteration: Ǵorǵi Spasov; * 11. August 1949 in Negotino, SFR Jugoslawien) ist ein nordmazedonischer Politiker (SDSM), Diplomat und Dozent.
Gjorgji Spasov wurde am 11. August 1949 in Negotino, heute Nordmazedonien geboren. 1972 absolvierte er sein Studium der Politische Studien an der Universität Belgrad. Sein Magisterstudium im Fach Politische Studien schloss er an Universität Skopje 1983, seine Promotion 1993 an der gleichen Universität ab. In der Zeit zwischen 1976 und 1993 war Spasov als Assistent am Institut für Soziologie und politisch-juristische Fragen der Universität Skopje tätig.
Zwischen 1994 und 1997 war Gjorgji Spasov Botschafter seines Landes in Bulgarien und ab 1996 auch für die Republik Moldau zuständig. Zwischen 1997 und 1998 war er in der Regierung von Branko Crvenkovski Justizminister, zwischen 1999 und 2002 Parlamentsabgeordneter und zwischen 2003 und 2007 Botschafter Nordmazedoniens für Großbritannien, Irland und Island.